# Nordiska livförsäkrings AB
Nordiska livförsäkrings AB var ett livförsäkringsbolag, grundat 1918.
Det uppgick 1 januari 1924 i Lifförsäkrings AB Victoria.